# دودة الموت المنغولية

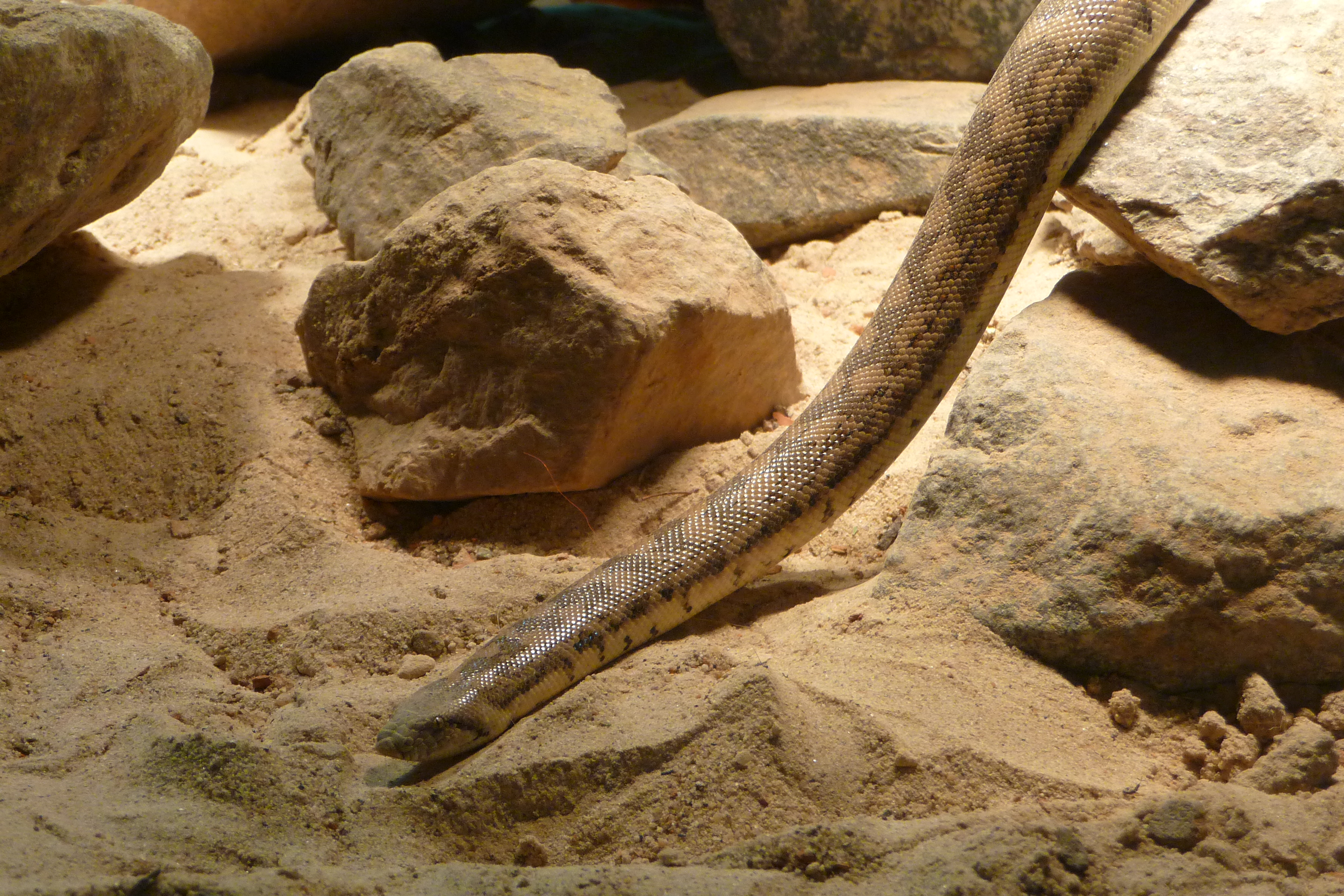
أصلة رملية صحراوية (Eryx miliaris)، وهي النموذج الأولي المُحتمل للأسطورة

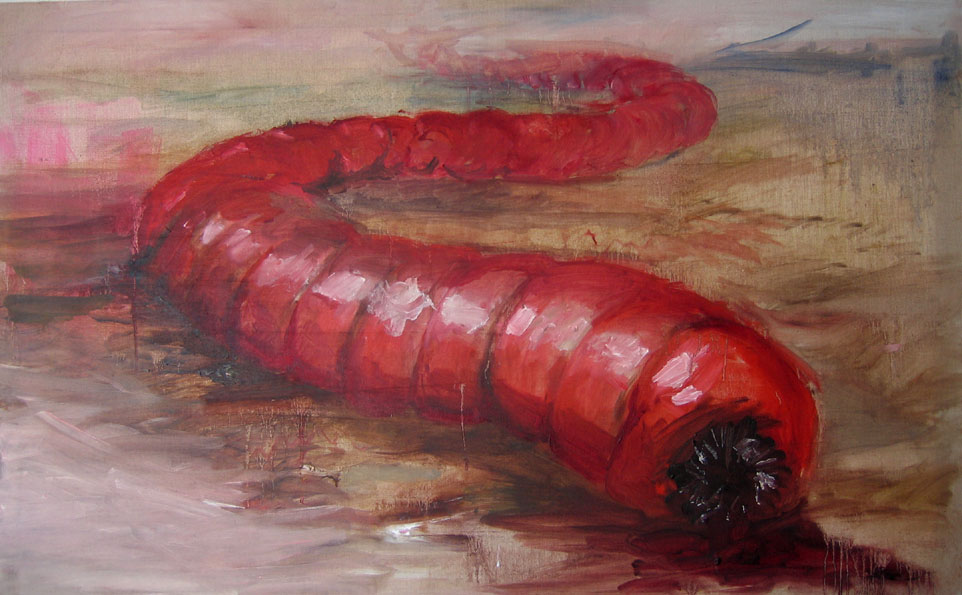
رسمةٌ توضيحية لدودة الموت المنغولية للرسام البلجيكي بيتر ديركس

دودة الموت المنغولية أو الدودة المنغولية المميتة (بالمنغولية: олгой-хорхой)‏ هي مخلوقٌ يُزعم وجوده [الإنجليزية] في صحراء جوبي. يُطلق عليها السُكان المحليون اسم (olgoi-khorkhoi) والتي تعني دودة الأمعاء الغليظة.
انتبه الغرب إلى هذا المخلوق لأول مرة بعد كتاب روي تشابمان أندروز عام 1926 بعنوان «على درب الإنسان القديم» (On the Trail of Ancient Man). ولكنَّ عالم الأحياء الدقيقة الأمريكي لم يقتنع بالحكايات حول هذا الوحش، والتي سمعها في تجمعٍ للمسؤولين المنغوليين: «لم ير أيٌ من الحاضرين المخلوق سابقًا، ولكنهم جميعًا آمنوا بشدةٍ بوجوده ووصفوه بدقة».
عُرضت في عام 1983 عينةٌ من أصلةٍ رمليةٍ صحراوية (Eryx miliaris) على السكان المحليين الذين ادعوا أنهم شاهدوا مخلوق (olgoi-khorkhoi) وأكدوا أن هذا هو الحيوان الذي أطلقوا عليه اسم "olgoi-khorkhoi".

## المظهر
يستشهدُ روي أندروز في كتاب «على درب الإنسان القديم» (On the Trail of Ancient Man) برئيس الوزراء المنغولي دامدينبازار، والذي كان قد وصف الدودة عام 1922:(1)
نشر روي أندروز في عام 1932 هذه المعلومات مرةً أخرى في كتاب «الفتح الجديد لآسيا الوسطى» (The New Conquest of Central Asia)، مُضيفًا: «يُقال إنه يعيش في أكثر المناطق القاحلة والرملية في غرب جوبي». ولكن على الرغم من هذا، إلا أنَّ روي أندروز لم يؤمن بوجود هذا المخلوق.

## الموطن والسلوك
يُقال أنَّ دودة الموت المنغولية تعيشُ في غوبي الغربية أو الجنوبية. وصف إيفان ماكيرلي عام 1987 في كتاب (Altajn Tsaadakh Govd) بأنَّ هذا المخلوق يُسافر إلى تحت الأرض، مما يُشكل موجاتٍ رملية على السطح تسمح باكتشافه. يذكر المنغوليون أنَّ المخلوق قادر على القتل عن بعد، إما عن طريق رش السم على فريسته أو عن طريق التفريغ الكهربائي. كما يذكرون أنَّ الدودة تعيش تحت الأرض، وتبقى في سباتٍ مُعظم العام باستثناء شهري يونيو (حزيران) ويوليو (تموز)، حيث تُصبح نشطة. ويذكر أيضًا أنَّ الدودة غالبًا تأتي إلى السطح عندما تُمطر وتكون الأرض رطبة.[نشر ذاتي؟]
يَعتقد المنغوليون أنَّ لمس أي جزء من الدودة سيُسبب الموت مباشرةً تقريبًا مع ألمٍ شديدٍ جدًا. قيل أنَّ الدودة كانت تتغذى بشكلٍ مُتكرر على الإبل وتضع بيضها في أمعائها، واكتسبت في النهاية سمة جلدها ذو اللون الشبيه بالأحمر.[بحاجة لتوضيح] يُفترض أن سمها يُفسد المعدن، وتذكر الحكايات الشعبية المحلية عن ميل لونها للأصفر. يقال أيضًا أنها تُفضل النباتات الطفيلية المحلية مثل غويو (goyo).[نشر ذاتي؟]

## الاستقصاءات
- قاد إيفان ماكريل [الإنجليزية] في عامي 1990 و1992 مجموعاتٍ صغيرةٍ من رفاقه إلى صحراء جوبي للبحث عن الدودة. استوحى إيفان من رواية الكثيب لفرانك هربرت، أنه يُمكن إخراج الديدان الرملية الخيالية العملاقة إلى السطح عن طريق الضرب الإيقاعي [الإنجليزية]، لذلك بنى إيفان رطامةً (ضاربًا ارتطاميًا) يُحركه محرك، كما استخدم أيضًا انفجاراتٍ صغيرةٍ في محاولةٍ للعثور على الدودة.[5]
- قام الصحفي المتخصص في علم الحيوان ريتشارد فريمانمن من مركز فورتيان لعلم الحيوان [الإنجليزية] برحلةٍ استكشافيةٍ في عام 2005 للبحث عن دودة الموت، ولكنه عاد خالي الوفاض. كان قد استنتج أنَّ حكايات قوى الدودة يجب أن تكون مُلفقة، وأنَّ المشاهد التي أُبلغ عنها ربما تضمنت نوعًا غير معروفٍ من السحالي الدودية.[7]
- قامت سلسلة تلفزيون الواقع ديستانيشن تروث [الإنجليزية] برحلةٍ استكشافية في الفترة ما بين 2006 حتى 2007.
- شارك مراسل التلفزيون النيوزيلندي، ديفيد فارير من قناة أخبار تي في3 [الإنجليزية] في رحلةٍ استكشافية في أغسطس (آب) 2009،[7][8][9] ولكنه عاد خالي الوفاض أيضًا.[10] كان قد أجرى مقابلاتٍ مع السكان المحليين الذين زعموا أنهم شاهدوا الدودة وذكر على موقعه على الإنترنت أنَّ مشاهدات الدودة بلغت ذروتها في خمسينيات القرن العشرين.

## هوامش
- «1»: النص الأصلي بالإنجليزية:

## وصلات خارجية
- عالِم الكائنات الغريبة - الدودة المنغولية المميتة على يوتيوب بواسطة ناشيونال جيوغرافيك أبوظبي